# جوتا
«يوتا ألف» بالسويدية ، نهر طوله 90 كم ج غ السويد ، يصرف مياه بحيرة فانرن في الكاتيجان يكون جزءا من قناة جوتا . وهي مجموعة من الأنهار والبحيرات والقنوات طولها حوالي 386 كم وتمتد من جوتبرج إلي ستوكهلم .